# جرج جنگل
جورج جنگل (به انگلیسی: George of the Jungle) یک فیلم کمدی آمریکایی محصول سال ۱۹۹۷ به کارگردانی سم وایزمن است که بر اساس سریال تلویزیونی پویانمایی آمریکایی به همین نام که در سال ۱۹۶۷ توسط جی وارد و بیل اسکات ساخته شده و به نوعی شوخی با شخصیت خیالی تارزان، خلق‌شده توسط ادگار رایس باروز، است. این فیلم توسط دانا اولسن و آدری ولز نوشته شده و بازیگرانی چون برندن فریزر، لزلی من، توماس هیدن چرچ، هالند تیلور، ریچارد راوندتری و جان کلیز در آن نقش‌آفرینی می‌کنند. داستان فیلم دربارهٔ مرد جوانی است که توسط حیوانات وحشی بزرگ شده، عاشق یک وارث ثروتمند می‌شود و با نامزد خودخواه و مغرور او مقابله می‌کند. این فیلم توسط والت دیزنی پیکچرز تولید شده و در تاریخ ۱۶ ژوئیه ۱۹۹۷ در سینماهای سراسر ایالات متحده و کانادا به نمایش درآمد. بعدها در تاریخ ۵ دسامبر ۱۹۹۸ از شبکه دیزنی در ایالات متحده پخش شد. این فیلم نقدهای متفاوتی دریافت کرد و ۱۷۴ میلیون دلار در سراسر جهان فروش داشت. دنباله‌ای به نام جرج جنگل ۲ در تاریخ ۲۱ اکتبر ۲۰۰۳ به صورت ویدئویی منتشر شد.

## داستان
هنگام گشت‌وگذار در بوروندی همراه با راهنمای محلی به نام کوامه و سه باربر، اورسولا استنهوپ، وارث سان‌فرانسیسکو، با نامزد لوس و خودخواهش، لایل ون دو گروت مواجه می‌شود. لایل که قصد داشت اورسولا را به خانه برگرداند، دو شکارچی غیرقانونی به نام‌های مکس و ثور را استخدام کرده بود تا او را پیدا کنند. کوامه به گروه دربارهٔ «میمون سفید»، یک افسانه محلی دربارهٔ یک انسان‌نمای فوق‌العاده که در کوه میمون زندگی می‌کند و بر جنگل حکمرانی می‌کند، می‌گوید. روز بعد، اورسولا از بازگشت به خانه خودداری می‌کند تا زمانی که میمونی ببیند؛ بنابراین لایل همراه او برای یافتن میمون‌ها وارد جنگل می‌شود. آنها با شیری روبه‌رو می‌شوند و لایل در تلاش برای فرار، خودش را بیهوش می‌کند. اورسولا توسط «میمون سفید» که همان جورج است، نجات می‌یابد.
جورج اورسولا را به خانه درختی‌اش می‌برد و از او مراقبت می‌کند. سپس او را با سه دوست حیوانی‌اش آشنا می‌کند: اِیپ، گوریل سخنگوی دانا که جورج را بزرگ کرده است؛ شپ، فیل جنگلی آفریقایی که مثل یک سگ رفتار می‌کند؛ و توکی، توکان جنگلی که اخبار حیوانات جنگل را به جورج می‌رساند. جورج عاشق اورسولا می‌شود و تلاش می‌کند توجه او را جلب کند؛ اورسولا نیز به او علاقه‌مند می‌شود و با گذراندن وقت در کنار جورج، احساس نزدیکی بیشتری به او پیدا می‌کند.
مدتی بعد، لایل همراه مکس و ثور به خانه درختی می‌رسند، اما اورسولا به لایل اعتراض می‌کند که چرا هنگام حمله شیر، او را تنها گذاشته است. مکس و ثور سعی می‌کنند شپ را برای به دست آوردن عاج‌هایش بکشند، اما اِیپ به شپ هشدار می‌دهد که فرار کند. همه از دیدن گوریل سخنگو شگفت‌زده می‌شوند. مکس و ثور تصمیم می‌گیرند اِیپ را بیهوش کرده و او را برای کسب ثروت به لاس‌وگاس ببرند. جورج برای متوقف کردن آنها می‌دود اما به‌طور تصادفی توسط لایل، که فکر می‌کرد تفنگش یک فندک تزئینی است، زخمی می‌شود. لایل به‌عنوان تیرانداز توسط باربران شناسایی و زندانی می‌شود. مکس و ثور اخراج می‌شوند اما قصد دارند برای شکار اِیپ برگردند. در همین حال، اورسولا جورج را برای درمان زخم گلوله‌اش و نشان دادن دنیای انسان‌ها به سان‌فرانسیسکو می‌برد.
در حالی که اورسولا مشغول کار است، جورج سان‌فرانسیسکو را کشف می‌کند و با مهارت‌های تاب خوردن از درختان، مردی را که پاراگلایدرش به کابل‌های پل خلیج گیر کرده بود نجات می‌دهد. اورسولا به والدینش اعتراف می‌کند که در آفریقا چه اتفاقی افتاده و قصد دارد نامزدی‌اش را فسخ کند، اما مادر سلطه‌جویش، بئاتریس، مخالف است. در مهمانی‌ای که برای نامزدی اورسولا ترتیب داده شده، بئاتریس جورج را تهدید می‌کند که از دخالت در ازدواج او و لایل خودداری کند.
در بوروندی، مکس و ثور اِیپ را بیهوش می‌کنند. پیش از بیهوش شدن، اِیپ توکی را می‌فرستد تا جورج را مطلع کند. توکی به سان‌فرانسیسکو پرواز کرده و خبر دستگیری اِیپ را به جورج می‌رساند. جورج اورسولا را ترک کرده و به بوروندی بازمی‌گردد. اورسولا که از رفتن ناگهانی جورج گیج شده، متوجه می‌شود که او را دوست دارد و علی‌رغم مخالفت‌های مادرش، برای یافتن جورج به بوروندی می‌رود.
مکس و ثور پس از تلاش ناموفق برای یافتن میان‌بُر، به خانه درختی بازمی‌گردند و با جورج روبه‌رو می‌شوند. جورج با کمک اورسولا و حیوانات با آنها مبارزه کرده و اِیپ را نجات می‌دهد. سپس لایل که از زندان فرار کرده، با گروهی مزدور به خانه درختی می‌رسد. او اورسولا را به زور به قایقی در رودخانه اِیپ می‌برد تا مراسم ازدواج را اجرا کند. اما این مراسم با ورود آنها به آب‌های خروشان به هم می‌ریزد. جورج که با کمک شپ و گوریل‌ها از مزدوران نجات یافته، به اورسولا می‌رسد و او را نجات می‌دهد. در این میان، لایل اشتباهاً خود را به یک گوریل ازدواج می‌دهد و از این موضوع وحشت‌زده می‌شود.
جورج و اورسولا عشقشان را به یکدیگر ابراز کرده و ازدواج می‌کنند. جشن ازدواج با حضور مردم سان‌فرانسیسکو، آفریقا و حیوانات جنگل برگزار می‌شود. مدتی بعد، آنها در خانه درختی خود همراه پسرشان، جورج جونیور، زندگی می‌کنند و او را به حیوانات معرفی می‌کنند. در صحنه پس از تیتراژ، اِیپ در لاس‌وگاس تبدیل به خواننده‌ای مشهور شده و مکس و ثور که تحقیر شده‌اند، بخشی از اجراهای او هستند.

## بازیگران
- برندن فریزر در نقش جورج، مرد جوانی که در جنگل بزرگ شده، مانند تارزان تاب می‌خورد و اغلب هنگام تاب خوردن با درختان برخورد می‌کند.[۱] فریزر هم‌زمان برای نقش اصلی در فیلم تارزان (فیلم ۱۹۹۹) که در سال ۱۹۹۹ منتشر شد، تست داد، اما این نقش به تونی گلدوین رسید.[۲]
- لزلی من در نقش اورسولا استنهوپ، وارث ثروتمند و معشوقه جورج
- توماس هیدن چرچ در نقش لایل ون دو گروت، نامزد سابق اورسولا که ثروتمند، خودخواه و دست‌وپاچلفتی است و هماورد اصلی فیلم است.
- ریچارد راوندتری در نقش کوامه، راهنمای اصلی تور جنگل هنگام بازدید اورسولا از آفریقا
- گرگ کروتول و آبراهام بنرابی در نقش‌های مکس و ثور، دو شکارچی که توسط لایل به‌عنوان ردیاب استخدام شده‌اند.
- هالند تیلور در نقش بئاتریس استنهوپ، مادر سلطه‌جوی اورسولا که معتقد است موقعیت اجتماعی از ازدواج عاشقانه مهم‌تر است.
- کلی میلر در نقش بتسی، بهترین دوست اورسولا که فوراً به جورج علاقه‌مند می‌شود.
- جان بنت پری در نقش آرتور استنهوپ، پدر حمایتگر اورسولا که می‌خواهد او با عشق ازدواج کند.
- عبدالایه اِن‌گوم، مایکل چینامورندی و لایدل ام. چشیر به‌ترتیب در نقش کیپ، ندوگو و بالتو. آنها باربران کوامه و هم‌تورها هستند.
- ویلی براون در نقش شهردار ویلی ال. براون جونیور
- لورن بولز، سامانتا هریس و افتون اسمیت در نقش دوستان اورسولا
- اسپنسر گرت و جان پنل در نقش مهمانان مرد در مهمانی
- نوآ جان کاردوزا و بنجامین جان کاردوزا در نقش جورج جونیور
- مستر بینکس، زکری، امیلی و کریستال در نقش میمون[۳]
- تای در نقش شپ، یک فیل جنگلی آفریقایی با شخصیت یک سگ
- جوزف، کالب و بونگو در نقش شیر
- توکی، اسکپر و هاپر در نقش توکی، یک توکان توکو

### صداپیشگان
- جان کلیز در نقش اِیپ، یک گوریل شرقی با تحصیلات بالا، که بهترین دوست و برادرخوانده جورج است.
- کیت اسکات (بازیگر صوتی) در نقش راوی

### اجراکنندگان لباس گوریل
- نیکولاس کدی در نقش میمون انسان‌نما (بدن)
- تام فیشر
- جودی سنت مایکل
- فیلیپ تان
- لیف تیلدن
- رابرت تایگنر در نقش اِیپ (عروسک‌گردانی صورت)